# Aethusa (plante)
Pour les articles homonymes, voir Aethusa.
Genre
Espèces de rang inférieur
- Aethusa cynapium

Aethusa est un genre de plantes à fleurs de la famille des Apiacées. Ce sont des plantes herbacées originaire d'Europe, d'Asie et d'Afrique du Nord.
Il ne compte en Europe qu'une espèce, toxique et largement répandue, la petite ciguë (Aethusa cynapium), laquelle se décline cependant en différentes sous-espèces.

## Origine du nom
Dans la mythologie grecque, Éthuse (Αἵθουσα) est une fille de Poséidon et de la Pléiade Alcyone. Son nom vient de αἴθω / aíthō (« enflammer »).